# Ken’ichirō Fumita
Ken’ichirō Fumita (japanisch 文田 健一郎, Fumita Ken’ichirō; * 18. Dezember 1995 in Nirasaki) ist ein japanischer Ringer. Er wurde 2017 Weltmeister im griechisch-römischen Stil in der Gewichtsklasse bis 59 kg und 2019 in der Gewichtsklasse bis 60 kg Körpergewicht. 2024 wurde er Olympiasieger.

## Werdegang
Ken’ichirō Fumita begann als Jugendlicher mit dem Ringen. Er konzentriert sich dabei auf den griechisch-römischen Stil. Erste Erfolge erzielte er bereits im Juniorenalter. Seit 2014 ist er Student an der Nippon Sport Science University (Sporthochschule) Tokio und gehört dem Ringerclub dieser Schule an. Seit diesem Zeitpunkt gehört er auch zur japanischen Ringer-Nationalmannschaft und wird von Shingo Matsumoto trainiert. Bei einer Größe von 1,68 Metern wiegt er als Erwachsener knapp 65 kg, trainiert aber zu den Wettkämpfen auf 59 kg ab.
Seinen ersten Start bei einer internationalen Meisterschaft absolvierte er bei den asiatischen Juniorenmeisterschaften (Cadets) 2010 in Bangkok, wo er in der Gewichtsklasse bis 46 kg hinter Behrooz Maleki aus dem Iran den 2. Platz belegte. 2011 wurde er in der Gewichtsklasse bis 50 kg bei der Junioren-Weltmeisterschaft (Cadets) in Szombathely eingesetzt und kam dort hinter Meirambek Ainagulow aus Kasachstan und Murat Basarow aus Aserbaidschan auf den 3. Platz. Bei der Junioren-Weltmeisterschaft (Cadets) 2012 in Baku reichte es für ihn in der Gewichtsklasse bis 54 kg nur zum 10. Platz. Seinen letzten Start bei einer Junioren-Weltmeisterschaft absolvierte Ken’ichirō Fumita 2014 in Zagreb, kam dort aber in der Altersklasse Juniors in der Gewichtsklasse bis 60 kg nur auf den 16. Platz.
Ab 2015 wurde Ken’ichirō Fumita vom japanischen Ringerverband bei einigen großen internationalen Turnieren bei den Senioren eingesetzt, um weitere internationale Erfahrungen zu sammeln. Im März 2015 startete er beim FILA-Grand-Prix in Szombathely in der Gewichtsklasse bis 59 kg und belegte dort den 7. Platz. Im Juli 2015 wurde er Sieger beim Großen Preis von Spanien in Madrid vor Seref Kilic aus der Türkei. Im November 2015 war er auch beim Golden-Grand-Prix in Baku in der Gewichtsklasse bis 59 kg am Start und belegte den 8. Platz.
Beim „Wladyslaw-Pytlasinski“-Cup 2016 in Spala/Polen, der im Juni 2016 stattfand, landete Ken’ichirō Fumita in der Gewichtsklasse bis 59 kg seinen zweiten Turniersieg bei einem wichtigen internationalen Turnier. Kurz danach fiel beim sog. „Meiji“-Cup in Tokio, einem nationalen Einladungsturnier, die Entscheidung, wer Japan bei den Olympischen Spielen in Rio de Janeiro in dieser Gewichtsklasse vertreten darf. Dabei setzte sich Shinobu Ōta durch. Ken’ichirō Fumita siegte im November 2016 beim Golden-Grand-Prix in Baku vor drei Weltklasse-Athleten, nämlich Firuz Tuchtajew, Usbekistan, Kanibek Scholchubekow, und Mingijan Semjonow, Russland und deutete damit seine großen Möglichkeiten an. Seine gute Form stellte er dann auch bei der japanischen Meisterschaft im Dezember 2016 unter Beweis, bei der er im Finale den Olympiazweiten in der Gewichtsklasse bis 59 kg Shinobu Ota mit 9:7 Punkten besiegte und erstmals japanischer Meister wurde.
Im Mai 2017 wurde Ken’ichirō Fumita in New Delhi Asienmeister vor Meirambek Ainagulow, Ri Sin-myong, Nordkorea und Saman Abdouvali, Iran. In der Frage der Nominierung für die Weltmeisterschaft 2017 setzte sich er dann knapp gegen Shinobu Ōta durch. Bei der Weltmeisterschaft 2017 in Paris war er in der Gewichtsklasse bis 59 kg in hervorragender Form und wurde mit Siegen über Justas Petravicius, Litauen, Wasgen Chatchatrjan, Armenien, Stepan Marjanjan, Russland, Kanibek Scholchubekow und Mairambek Ainagulow Weltmeister.
Bei der japanischen Meisterschaft 2017, die im Dezember stattfand, musste er sich aber seinem alten Konkurrenten Shinobu Ōta knapp mit 4:5 Punkten geschlagen geben.
2018 begann Ken'ichiro Fumita mit einem Turniersieg beim Dan Kolow & Nikola Petrow-Memorial in Sofia in der neuen Gewichtsklasse bis 60 kg Körpergewicht. Danach verletzte er sich aber und konnte beim sog. Meiji-Cup im Juni dieses Jahres in Tokio, bei dem die Startplätze für die Weltmeisterschaft ausgerungen werden, nicht an den Start gehen. Obwohl er zum Zeitpunkt der Weltmeisterschaft in Budapest wieder fit war, startete in Budapest der Sieger beim Meiji-Cup Shinobu Ota. Keni'chiro Fumita startete aber dann bei der U 23-Weltmeisterschaft in Bukarest und gewann dort mit Siegen über Christoph Krämer, Deutschland, Armen Melikjan, Armenien, Mehdi Seifollah Mohsen Nejad, Iran und Murad Mammadow, Aserbaidschan den Titel.
Im Dezember 2018 wurde Ken’ichirō Fumita in der Gewichtsklasse bis 60 kg wieder japanischer Meister. Im Finale bezwang er seinen Dauerrivalen Shinobu Ōta.
Im April 2019 wurde er bei der Asienmeisterschaft im chinesischen Xi’an eingesetzt. In der Gewichtsklasse bis 60 kg siegte er zunächst über Mehrdad Abdmohammad Mardani aus dem Iran, unterlag dann aber gegen den Nordkoreaner Ri Se-ung nach Punkten (3:5 techn. Punkte). Da dieser das Finale erreichte, konnte er in der Trostrunde weiterringen und sicherte sich dort mit Siegen über Umit Durdijew, Turkmenistan und Walihan Sailike, China, eine Bronzemedaille. Im Juni 2019 siegte Ken'ichirō Fumita beim Meiji-Cup in Tokio, dem maßgebenden Turnier für die Nominierung der Starter bei der Weltmeisterschaft, in der Gewichtsklasse bis 60 kg gegen seinen alten Rivalen Shinobu Ota mit 4:1 nach Punkten.
Bei der Weltmeisterschaft 2019 in Nur-Sultan zeigte sich Ken’ichirō Fumita bestens vorbereitet. In der Gewichtsklasse bis 60 kg besiegte er Andres Montano Arroyo, Ekuador, Elmurat Tasmuradow, Usbekistan, Victor Ciobanu, Moldawien und Ali Reza Nejati aus dem Iran und stand damit im Finale dem russischen Titelverteidiger von 2018 Sergei Jemelin gegenüber. In der ersten Runde geriet er schnell mit 0:5 Punkten in Rückstand, explodierte dann jedoch geradezu und erzielte gegen Jemelin binnen 30 Sekunden 10 Punkte. In der zweiten Runde (3 Minuten) war Jemelin nicht in der Lage auch nur einen Punkt aufzuholen und Fumita, beschränkte sich auf die Verteidigung seines Vorsprungs. Er wurde schließlich mit einem 10:5-Punktsieg Weltmeister.
Im Februar 2020 wurde Kenichiro Fumita in New Delhi erneut Asienmeister in der Gewichtsklasse bis 60 kg Körpergewicht. Im Finale bezwang er dabei Scholaman Scharschenbekow aus Kirgisistan.
Bei den Olympischen Sommerspielen 2020 in Tokio, die wegen der Covid-19-Pandemie im August 2021 stattfanden, errang Fumita in der Kategorie bis 60 kg die Silbermedaille im griechisch-römischen Stil.
Bei den Weltmeisterschaften 2022 in Belgrad und 2023 ebenfalls in Belgrad war er mit der Bronzemedaille (2022) und Silbermedaille (2023) erfolgreich.
Bei den Olympischen Spielen 2024 in Paris gewann er die Goldmedaille in der Klasse bis 60 kg.

## Internationale Erfolge
| Jahr | Platz | Wettbewerb                                           | Gewichtsklasse | Ergebnisse |
| 2010 | 2.    | Asiatische Juniorenmeisterschaft (Cadets) in Bangkok | bis 46 kg      | hinter Behrooz Maleki, Iran, vor Han Tae-san, Südkorea und Meirambek Ainagulow, Kasachstan                                                                                 |
| 2011 | 3.    | Junioren-WM (Cadets) in Szombathely                  | bis 50 kg      | hinter Meirambek Ainagulow und Murat Basarew, Aserbaidschan, gemeinsam mit Saeid Gordi, Iran                                                                               |
| 2012 | 10.   | Junioren-WM (Cadets) in Baku                         | bis 54 kg      | Sieger: Karim Jafarow, Aserbaidschan vor Bekun Gogoli, Georgien |
| 2014 | 16.   | Junioren-WM (Juniors) in Zagreb                      | bis 60 kg      | Sieger: Elman Muchtarow, Aserbaidschan vor Karen Aslanjan, Armenien |
| 2015 | 7.    | FILA-Grand-Prix in Szombathely                       | bis 59 kg      | Sieger: Shinobu Ōta, Japan vor Spenser Thomas Mango, USA und Stig Andre Berge, Norwegen                                                                                    |
| 2015 | 1.    | Großer Preis von Spanien in Madrid                   | bis 59 kg      | vor Seref Kilic, Türkei, Lee Jung-baek, Südkorea und Kim Seung-hak, Südkorea                                                                                               |
| 2015 | 8.    | Golden-Grand-Prix in Baku                            | bis 59 kg      | Sieger: Almat Kebispajew, Kasachstan vor Elmurat Tasmuradow, Usbekistan |
| 2016 | 1.    | „Wladyslaw-Pytlasinski“-Cup in Spala/Polen           | bis 59 kg      | vor Haitham Mahmoud Fahmy, Ägypten, Arsen Eralijew, Kirgisistan und Soslan Daurow, Weißrussland                                                                            |
| 2016 | 1.    | Golden-Grand-Prix in Baku                            | bis 59 kg      | vor Firuz Tuchtajew, Usbekistan, Kanibek Scholchubekow, Kirgisistan und Mingijan Semenow, Russland                                                                         |
| 2017 | 2.    | Cerro-Pelado-International in Camagüey               | bis 59 kg      | hinter Shinobu Ota, vor Javier Dumenigo und Alberto Orta, beide Kuba |
| 2017 | 1.    | Großer Preis von Ungarn in Szombathely               | bis 59 kg      | vor Kristijan Friis, Serbien und Alireza Kargar, Iran |
| 2017 | 1.    | Asienmeisterschaft in New Delhi                      | bis 59 kg      | vor Meirambek Ainagulow, Ri Sin-myong, Nordkorea und Saman Abdouvali, Iran                                                                                                 |
| 2017 | 3.    | „Wladyslaw-Pytlasinski“-Cup in Warschau              | bis 59 kg      | hinter Shinobu Ōta und Sergei Jemelin, Russland, gemeinsam mit Kanibek Scholchubekow                                                                                       |
| 2017 | 1.    | Großer Preis von Spanien in Madrid                   | bis 59 kg      | vor Kasin Ozay, Frankreich und Shinobu Ōta |
| 2017 | 1.    | WM in Paris                                          | bis 59 kg      | nach Siegen über Justas Petravisius, Litauen, Wasgen Chatchatrjan, Armenien, Stepan Marganjan, Russland, Kanibek Scholchubekow und Meirambek Ainagulow                     |
| 2018 | 1.    | Dan Kolow & Nikola Petrow-Memorial in Sofia          | bis 60 kg      | vor Virgil Munteanu, Rumänien |
| 2018 | 1.    | U 23-Weltmeisterschaft in Bukarest                   | bis 60 kg      | nach Siegen über Christoph Krämer, Deutschland, Armen Melikjan, Armenien, Mehdi Seifollah Mohsen Nejad, Iran und Murad Mammadow, Aserbaidschan                             |
| 2019 | 3.    | Asienmeisterschaften in Xi’an, China                 | bis 60 kg      | nach einem Sieg über Mehrdad Abdmohammad Mardani, Iran, einer Niederlage gegen Ri Se-ung, Nordkorea und Siegen über Umit Durdijew, Turkmenistan und Walihan Sailike, China |
| 2019 | 1.    | WM in Nur-Sultan                                     | bis 60 kg      | nach Siegen über Andres Montano Arroyo, Ekuador, Elmurat Tasmuradow, Usbekistan, Victor Ciobanu, Moldawien, Ali Reza Nejati, Iran und Sergei Jemelin, Russland             |
| 2020 | 1.    | Asienmeisterschaft in New Delhi                      | bis 60 kg      | nach Siegen über Gayender, Indien, Islomjon Bachramow, Usbekistan und Scholaman Scharschenbekow, Kirgisistan                                                               |
| 2021 | 2.    | Olymp. Spiele in Tokio                               | bis 60 kg      | |
| 2022 | 3.    | WM in Belgrad                                        | bis 60 kg      | |
| 2023 | 2.    | WM in Belgrad                                        | bis 60 kg      | |
| 2024 | 1.    | Olymp. Spiele in Rio                                 | bis 60 kg      | |

## Erfolge bei nationalen Wettkämpfen
| Jahr | Platz | Wettbewerb | Gewichtsklasse           | Ergebnisse                                                     |
| 2012 | 3.    | bis 55 kg  | Japanische Meisterschaft | hinter Shota Tanokura und Tsubasa Ogata                        |
| 2013 | 3.    | bis 55 kg  | Japanische Meisterschaft | hinter Shota Tanokura und Hayanobu Shimizu                     |
| 2016 | 1.    | bis 59 kg  | Meiji-Cup in Tokio       | vor Shota Tanokura und Hiroki Kuwayama                         |
| 2016 | 1.    | bis 59 kg  | Japanische Meisterschaft | vor Shinobu Ōta                                                |
| 2017 | 1.    | bis 59 kg  | Meiji-Cup in Tokio       | vor Shinobu Ōta, Hayabobu Shimizu und MasutoKawano             |
| 2017 | 2.    | bis 59 kg  | Japanische Meisterschaft | hinter Shinobu Ōta, vor Kiyoshi Kawaguchi und Hayanobu Shimizu |
| 2018 | 1.    | bis 60 kg  | Japanische Meisterschaft | vor Shinobu Ōta, Kazuzaki Yabe und Kyotaru Sogabe              |
| 2019 | 1.    | bis 60 kg  | Meiji-Cup in Tokio       | vor Shinobu Ōta, Hayanobu Shimizu und Ayata Suzuki             |

Erläuterungen
- alle Wettkämpfe im griechisch-römischen Stil
- WM = Weltmeisterschaft
- Junioren-Altersklassen: Cadets = bis zum 17. Lebensjahr, Juniors = bis zum 20. Lebensjahr; neuerdings noch U 23 = bis zum 23. Lebensjahr